# Vincolo archivistico
Il vincolo archivistico è la caratteristica necessaria e fondamentale che, in archivistica, distingue un archivio da una semplice raccolta o da una collezione.
Il vincolo è un nesso che lega tra loro i documenti dell'archivio, presupponendo due caratteristiche fondamentali: la "naturalità" e l'"originarietà". La presenza del vincolo garantisce che l'archivio rispecchi, in maniera organica e complessa, l'attività del soggetto produttore e che ne conservi efficacemente la memoria. Ne deriva anche la concezione di archivio come complesso organico.

## Le Caratteristiche
Il vincolo archivistico deve essere "naturale" , ''necessario'' (la sua presenza è indispensabile) e non "volontario". Ciò significa che durante la formazione dell'archivio i documenti (o altri oggetti) che lo compongono sono stati raccolti come frutto di un'attività involontaria, non selezionata dal soggetto produttore. L'esempio classico è quello di un carteggio di un ufficio, dove compaiono sia lettere in entrata che in uscita, che non dipendono solo dal soggetto produttore, ma anche da uno o più soggetti esterni.
Il vincolo viene a mancare quando su questi documenti viene fatta una scelta di tipo volontario, ad esempio tenendo solo i carteggi riguardo a un determinato argomento: invece di archivio si parla allora di "raccolta" di carte.
Il vincolo "volontario", che è opposto a quello "naturale", è tipico di altri beni culturali, quali le biblioteche, le raccolte dei musei, le collezioni, dove i beni sono stati riuniti in base a precise scelte volontarie, mai casuali.
Possono esistere casi dubbi di archivi nei quali non si sia sicuri della presenza vincolo naturale ("archivi apparenti"), ad esempio un archivio disperso e poi ricostituito da un ente o un collezionista acquistando sul mercato i vari pezzi. Molto spesso in questi casi ci si trova davanti a un "vincolo volontario mascherato", poiché la raccolta volontaria di documenti opera praticamente sempre una selezione (sia essa legata al prezzo, alla reperibilità, allo stato di conservazione...).
Naturalmente non è considerata lesiva al vincolo naturale la normale operazione di scarto sugli archivi di deposito (eliminazione dei doppioni, degli elementi secondari, ecc.), per lo meno quando essa viene fatta secondo giuste procedure. 
Secondo Antonio Romiti, è possibile individuare e riscontrare quattro momenti del vincolo (tutti coesistenti)
- vincolo istituzionale interno : è il vincolo che intercorre tra il soggetto produttore e la realtà istituzionale e amministrativa presso cui egli opera e da cui è influenzato. Aiuta a comprendere il contesto istituzionale ed amministrativo in cui il soggetto ha operato e quindi le sue modalità operative. (Ad esempio: Un ente ha dovuto organizzare la documentazione secondo le leggi e le direttive che a livello istituzionale c'erano in quel momento e non secondo quelle di oggi, in questo modo capiamo il perché di alcune scelte che oggi sembrerebbero paradossali o sbagliate).
- vincolo istituzionale esterno : è il vincolo tra il soggetto produttore e le realtà istituzionali esterne considerate nella loro collocazione territoriale. È importante per un eventuale riordinamento che tenga conto della provenienza territoriale dei documenti presenti in archivio.
- vincolo archivistico interno : È il nesso logico che collega , in maniera appunto logica e necessaria, tutta la documentazione costituente di un archivio di un soggetto. (Definizione di Paola Carucci oggi accettata come definizione più corretta)
- vincolo archivistico esterno : È il nesso che lega la documentazione prodotta da un soggetto, e conservata presso lo stesso, a quella prodotta dallo stesso soggetto ma conservata presso gli altri soggetti esterni con cui il soggetto produttore ha avuto rapporti (es.: un soggetto produttore invia una serie di lettere ad un comune: il soggetto produttore presso il proprio archivio conserva tutte le risposte che gli arrivano dal comune ma non le domande, che ha appunto inviato e che quindi non possiede più; per poter capire l'intera corrispondenza (e la logicità) bisogna però analizzare l'intera corrispondenza, comprese le lettere inviate dal soggetto produttore al comune, che non sono presenti nell'archivio del soggetto produttore ma in quello del comune che ha recepito tali documenti e li ha archiviati presso le proprie strutture).

Attenzione: non si tratta di quattro vincoli separati ma di un vincolo a cui rivolgersi secondo l'una o l'altra sfaccettatura a seconda delle reali necessità. Per tale ''trasformismo'' Romiti definisce il vincolo come ''polimorfo'' .
Altra caratteristica fondamentale del vincolo è il carattere di originario; l'aggettivo "originario" significa che un archivio è nato dotato di vincolo naturale, cioè è nato come raccolta completa e involontaria. Ciò è un'altra caratteristica fondamentale, perché anche quando il vincolo naturale viene in seguito a perdersi (ad esempio per un depauperamento in seguito alla distruzione o alla dispersione di una parte delle carte), quello che rimane può sempre definirsi "archivio", poiché si ha la consapevolezza che è stato creato con procedure corrette. In altre parole quando un archivio nasce col vincolo naturale, anche la parziale perdita di documentazione (e quindi la rottura del vincolo naturale stesso) non degrada lo status di archivio.
In tal caso si parla almeno di "archivio improprio". Naturalmente c'è un limite: la perdita deve essere parziale e non totale e non deve sussistere il caso della ricostruzione volontaria ad opera di soggetti estranei (la "collezione", come esemplificato nel paragrafo precedente).

## Vincolo e informatica
L'applicazione delle tecnologie informatiche all'archivistica, se non condotta facendo attenzione a mantenere i legami dei documenti col momento e la struttura amministrativa che li ha prodotti, può mettere a rischio il vincolo archivistico, azzerando quelle reciproche relazioni tra i documenti che sono alla base di un archivio. Tradizionalmente infatti le relazioni tra i documenti di un archivio sono stabili e non arbitrarie, poiché conseguenza della naturale sedimentazione durante lo svolgimento dell'attività del soggetto produttore (sebbene legate a determinate regole di organizzazione e funzionalità). Un foglio elettronico di testo o altro può essere richiamato con grande velocità secondo una serie pressoché infinita di chiavi di ricerca, ma deve sempre essere possibile trovarlo anche seguendo l'ordine "tradizionale", per non perdere i legami originari con le altre carte e non diventare una sorta di molecola persa in un universo che potrebbe definirsi "liquido". Anche perché nel futuro potrebbe diventare impossibile per gli studiosi risalire alle azioni, i tempi e le situazioni organizzative che avevano prodotto un tale documento.
La necessità di mantenere la struttura di un archivio nel tempo ha come conseguenza il dover fissare una struttura, che deve essere tenuta presente in sede di programmazione di strumenti informatici per l'archivistica (come il protocollo elettronico, gli strumenti automatici di classificazione e fascicolazione o il salvataggio digitale dei documenti).